# 魔法光源股份有限公司
《魔法光源股份有限公司》是由岩田雪花擔任原作，青木裕負責作畫的魔法少女題材漫畫作品，在《少年Jump+》於2021年10月至2025年7月連載。改编电视动画第1季於2024年10月到12月播放，第2季預定於2026年播出。

## 劇情大綱
故事背景設定於充斥各種名為「怪異」的自然災害的世界，魔法少女是負責處理此類事件和救助行動的職業，市場上有超過五百家魔法少女企業，而這門職業也廣受社會憧憬。魔法少女使用程式變身，將專用軟體下載到掃帚上並騎乘掃帚、施展魔法消滅怪異。魔法光源股份有限公司是一家微型新創公司，成員包括社長重本、魔法少女越谷、魔法工程師二子山和營業員翠川。隨著業務逐漸擴張，他們打算招募新的魔法少女。應屆畢業生櫻木花奈具有優秀的記憶力、情蒐能力和操作多功能機械的能力，卻因為缺乏主見而屢次在面試失利。她輾轉遇見越谷，並協助她擊敗怪異。越谷認為她極具才能，便邀請她加入公司。
花奈成為魔法少女後的首戰便在現場自主判斷並立下功勞，深獲重本的信賴，之後也逐漸勇於發表自己的意見。在入職一個月後的某次任務中，花奈觀察現場後發現沒有適合的魔法，便和後端創造了新的魔法。之後花奈被派往MIYAKO公司偕同辦公，跟隨該公司的魔法少女莉莉學習，並在任務中學到魔法少女應當維持形象、以美麗帶給大眾希望，她也見識到業界龍頭公司阿斯特旗下魔法少女土刃的實力，以及該公司注重效率的實用性的作風。
在魔法光源參加魔法業界大型博覽會時，被用於示範的怪異發生變異造成破壞，在不善交際的二子山鼓起勇氣請其它公司的工程師協作後，魔法光源的成員擊敗了怪異，魔法光源使用的中介軟體和作業模式也震驚其它工程師，而此段過程的影片在分享網站上流傳後，魔法光源的業務大幅增加，使重本決定擴大公司規模，向其它公司販售魔法軟體和作業機制。這套「魔法少女在現場判斷後，聯絡工程師即時創造適當魔法」的機制被重本命名為「愛麗絲系統」，也讓被派往魔法光源研習的魔法少女茜大感驚奇。

## 登場人物
以下聲優如無特殊說明，均為電視動畫聲優。
櫻木花奈（聲：菲魯茲·藍／高橋李依（PV））
魔法光源股份有限公司的新人魔法少女。一個勤奮的人，有非凡的記憶力，願意做紮實的事前準備。由於個性害羞，她在找工作時遇到了困難，所以對自己的信心不是很足，卻很樂意幫助他人。當她加入魔法光源股份有限公司後，社長重本發現了她作為魔法少女的適合性。她的支援能力非常出色，是那種能夠透過與他人合作來發揮真正價值的類型。在以魔法少女身份摸索工作的同時，也在不斷地探索自己。
越谷仁美（聲：花守由美里）
個性粗獷的魔法光源股份有限公司的魔法少女。頭髮像布丁的顏色，即使工作時也穿著運動服和休閒服，但擁有出眾的身體能力和天才的時尚感，她非常貼心，會向花奈解釋如何準備成為魔法少女。擁有極其出色的實踐能力，是所謂的感知天才，喜歡的食物是拉麵和肉。尤其對拉麵的熱愛程度非常高，經過十幾年的四處外食和自己的研究，掌握了製作出與餐廳一樣美味的拉麵的技巧。過去因為自己想當魔法少女而與家中關係不和，父親是能源廳廳長。
重本浩司（聲：小山力也）
魔法光源股份有限公司的社長。在魔法少女界聲譽很高。常服是各式各樣的魔法少女裝扮，但周圍人都已對此習以為常。他是體現冒險精神的人，例如將重要的事情託付給新人花奈，並積極考慮非常規的想法。
二子山和央（聲：山下大輝）
魔法光源股份有限公司的魔法工程師。雖然非常害羞，平日也不善言談，但他是一個真正的魔法少女狂熱者，在與魔法少女相關的工作中表現出驚人的專注能力，對其之外的東西不感興趣。是公司不可或缺的幕後人物，負責從製作變形工具到為消滅怪物提供遠端支援的所有事務。
翠川楓（聲：逢坂良太）
魔法光源股份有限公司的業務員。個性溫和，臉上總是掛著微笑。他做事出奇的細心和機智。不僅擅長銷售主業，還能處理辦公室、公關、人力資源等各種內部事務。
闇森響
京都魔法大學所屬的大學生，在業界稱為「名校」。剛認識花奈等人時，他是個經常逃課的不良學生，但他的魔法程式設計能力卻是天才，後成為魔法光源股份有限公司的新成員。
葵莉莉（聲：石原夏織）
化妝品大廠MIYAKO股份有限公司的魔法少女。很有女人味。作為公司的廣告塔，她體現了美麗，並堅信自己想向世界傳達「魔法少女是一份很棒的工作」。
麻生美弥子（聲：井上喜久子）
MIYAKO股份有限公司的社長。由於與重本和古賀的商業夥伴關係，她與魔法光源股份有限公司和阿斯託股份有限公司，在魔法少女事業上建立了合作體系。
土刃芽衣（聲：安濟知佳）
業界最大的魔法少女公司AST股份有限公司的魔法少女，也是公司內擁有最多出貨量的王牌。她以電腦般的精準，以最大效率、最穩定、最大結果為出發點，並從容地完成自己的使命。
古賀圭（聲：石田彰）
AST股份有限公司的社長，公司的政策是開發強大的魔法，追求效率和務實，以可靠、安全地開展工作，並支持放寬魔法法規，而他鄙視不賺錢的美學和理想主義。
槙野茜（聲：天海由梨奈）
中型魔法少女公司亞普達股份有限公司的魔法少女。她成績優異，曾獲公司年度MVP獎，是一位意志堅強、工作積極的女性。在臨時調動中，初次進入魔法光源股份有限公司體驗工作。並在該公司招募新魔法少女時，跳槽加入成為新員工。
萬田
「獨立行政機關魔法技術研究所」所長。
赤坂彩羽
原「魔法技術綜合研究所」的副所長、魔法少女。在魔法光源股份有限公司招募新魔法少女時，跳槽加入成為新員工。
銀次華（聲：河野日和）
擔任交通工具魔法工具「Hoki」的調節者的女小學生，她是一位年輕但才華橫溢的工程師。
仁科（聲：中博史）
銀次的助手。
越谷
魔力能源署署長。越谷仁美的父親。相信在公共和私人生活中都應該嚴格和公平。
堤
「渓央大學魔法研究科」的教授。
鎌倉康雄
新日本魔力協會會長。前魔法部官僚。
真尾笑
重本的前同事。他與主張放鬆魔法力量管制的鎌倉組織聯手，人為地製造奇怪的現象。
藏入萬之介
戴著黑眼罩的個人投資者。
重本愛麗絲
重本浩司的妹妹，曾與古賀、宮子、真央同屬一個公司的同一部門的魔法少女。她的黑色長髮捲曲，紮成馬尾。在一次執行任務時發生的災難中因公殉職，給重本浩司和古賀之間留下了深刻的創傷和衝突根源。生前對提升魔法少女的社會地位很感興趣，她的目標是讓魔法少女成為一個人人都嚮往的工作並付諸實踐。
灰谷（聲：荻野晴朗）

柏吞（聲：KENN）

橫出（聲：立花慎之介）

## 出版書籍
| 卷數 | 集英社        | 集英社                  | 長鴻出版社     | 長鴻出版社             |
| 卷數 | 發售日期      | ISBN                    | 發售日期       | ISBN                   |
| ---- | ------------- | ----------------------- | -------------- | ---------------------- |
| 1    | 2022年2月4日  | ISBN 978-4-08-883028-5  | 2023年7月7日   | ISBN 978-626-007-803-4 |
| 2    | 2022年5月2日  | ISBN 978-4-08-883133-6  | 2023年7月7日   | ISBN 978-626-007-804-1 |
| 3    | 2022年7月4日  | ISBN 978-4-08-883219-7  | 2024年6月12日  | ISBN 978-626-008-852-1 |
| 4    | 2022年9月2日  | ISBN 978-4-08-883-243-2 | 2024年6月12日  | ISBN 978-626-008-853-8 |
| 5    | 2022年11月4日 | ISBN 978-4-08-883330-9  | 2024年9月20日  | ISBN 978-626-009-192-7 |
| 6    | 2023年2月3日  | ISBN 978-4-08-883481-8  | 2024年9月20日  | ISBN 978-626-009-193-4 |
| 7    | 2023年5月2日  | ISBN 978-4-08-883540-2  | 2024年12月13日 | ISBN 978-626-009-488-1 |
| 8    | 2023年8月4日  | ISBN 978-4-08-883679-9  | 2024年12月13日 | ISBN 978-626-009-489-8 |
| 9    | 2023年10月4日 | ISBN 978-4-08-883734-5  | 2025年1月24日  | ISBN 978-626-009-653-3 |
| 10   | 2023年12月4日 | ISBN 978-4-08-883735-2  | 2025年2月7日   | ISBN 978-626-009-654-0 |
| 11   | 2024年4月4日  | ISBN 978-4-08-884003-1  | 2025年3月26日  | ISBN 978-626-009-857-5 |
| 12   | 2024年6月4日  | ISBN 978-4-08-884058-1  | 2025年3月26日  | ISBN 978-626-009-858-2 |
| 13   | 2024年9月4日  | ISBN 978-4-08-884201-1  |                |                        |
| 14   | 2024年10月4日 | ISBN 978-4-08-884230-1  |                |                        |
| 15   | 2025年1月4日  | ISBN 978-4-08-884293-6  |                |                        |
| 16   | 2025年4月4日  | ISBN 978-4-08-884549-4  |                |                        |
| 17   | 2025年6月4日  | ISBN 978-4-08-884641-5  |                |                        |

## 迴響
《魔法光源股份有限公司》在2022年的下一部人氣漫畫大賞中被選為網路漫畫類別的第3名，並被視為具有超過一百萬次觀看的潛力。許多評論都稱這部作品改變了迄今為止對魔法少女的既定印象，為魔法少女題材開拓新的形式。自由撰稿人遠藤政樹認為這部作品在幻想與現實之間取得了很好的平衡。

## 電視動畫
改編電視動畫於2024年10月播出。播放完第1季宣布製作第2季，預定於2026年播出。

### 製作人員
- 原作：岩田雪花、青木裕
- 導演：平岡正浩
- 劇本統籌、劇本：永井真吾
- 人物設定：淺間英裕、藤井昌宏
- 音樂：宮崎誠（日语：宮崎誠）
- 音響監督：三間雅文
- 動畫製作：萌、J.C.STAFF[4]
- 製作：魔法光源製作委員會

### 主題曲
第1季
片頭曲
演唱、作詞、作曲、編曲：Mafumafu
片尾曲
演唱、作詞、作曲、編曲：syudou

### 各話列表
| 第1話  | 歡迎加入魔法光源股份有限公司 | 平岡正浩                     | 平岡正浩 | 細田沙織、重國浩子、井上未來子、趙小川、陳玲玲、姜海華 | 2024年 10月4日 |
| 第2話  | 騎掃帚是小菜一碟             | 內藤晃、平岡正浩             | 藤原和和 | 青野厚司、壽門堂、Jumondou Wuxi、Big Owl、RadPlus、Revival | 10月11日       |
| 第3話  | 我們的美學                   | 坂田純一、平岡正浩、宮尾佳和 | 上野史博 | 井上未來子、鳥山冬美、松本勝次、松下清志、reboot | 10月18日       |
| 第4話  | 很簡單吧？                   | 池畠博史、平岡正浩、宮尾佳和 | 小松和真 | 黑田結花、椎葉幹朗、王維慶、林隆祥、高野菜央、井上未來子、BAEK Jiwon、CHOI Dongji、DANG HOANG MY LINH、NGUYEN THI THU TRANG、Kim Kwang Woo、Yoon Hyeok Jun、Jang Hyung Wan、無錫月靈動畫 | 10月25日       |
| 第5話  | 聯合行動                     | 平岡正浩、內藤晃、宮尾佳和   | 則座誠   | 、閔賢叔、安孝貞、井上善勝、RadPlus | 11月1日        |
| 第6話  | 美彌子堂的魔法少女           | 石井輝、平岡正浩、宮尾佳和   | 石井輝   | 櫻井木之實、廖雪宇、魏旭龍、冯永旭、陈亮、飯飼一幸 | 11月8日        |
| 第7話  | 結果與美學                   | 鈴木洋平、平岡正浩、宮尾佳和 | 海寶興藏 | Oh Eun soo、Kim Hye jeong | 11月15日       |
| 第8話  | 魔法科技博覽會               | 內藤晃、平岡正浩、宮尾佳和   | 藤原和和 | Jumondou Seoul、Jumondou Wuxi、井上善勝、 | 11月22日       |
| 第9話  | 同事                         | 坂田純一、平岡正浩           | 上野史博 | 鳥山冬美、宇都木勇、松下清志、reboot | 11月29日       |
| 第10話 | 銀次                         | 宮崎修治、平岡正浩           | 宮崎修治 | 、Revival | 12月6日        |
| 第11話 | 耀眼的茜                     | 高田耕一、平岡正浩           | 則座誠   | Kim Jumg rim、Park Soon ok、Choi Eun yeong、TripleA | 12月13日       |
| 第12話 | 孤軍奮戰與團隊合作           | 大畑晃一、平岡正浩           | 海寶興藏 | 井上未来子、横江香、山田龍太郎、井上善勝、元美那、朴順玉、金志殷、趙源荷、Revival、RadPlus、                                                                                             | 12月20日       |

### 播映平台
| 播映地區 | 播映平台           | 播映日期               | 播映時間（UTC+8） | 備註   |
| -------- | ------------------ | ---------------------- | ----------------- | ------ |
| 部分地區 | Amazon Prime Video | 2024年10月4日—12月20日 | 星期五 00:30      | [ 14 ] |

### BD
| 卷數  | 發售日期      | 收錄話數     | 規格編號  |
| 第1季 | 第1季         | 第1季        | 第1季     |
| ----- | ------------- | ------------ | --------- |
| 1     | 2025年1月29日 | 第1話—第4話  | BCXA-1972 |
| 2     | 2025年2月26日 | 第5話—第8話  | BCXA-1973 |
| 3     | 2025年3月26日 | 第9話—第12話 | BCXA-1974 |

## 外部連結
- 漫畫連載網站（日語）
- 電視動畫官方網站（日語）